# Fosca (film)
Fosca è un film televisivo diretto da Enzo Muzii, tratto dall'omonimo romanzo di Iginio Ugo Tarchetti, prodotto nel 1980 e trasmesso dal Rai 2 nel 1981.

## Trama
Alla fine dell'Ottocento il giovane tenente di cavalleria Giorgio, in convalescenza da circa un anno per le ferite riportate durante una eroica azione di guerra, stanco della sua vita noiosa ed in preda ad un vuoto depressivo, lascia il piccolo paese natio per recarsi a Milano presso un suo amico, il maggiore medico D'Alessio. Prima di partire uccide il proprio cane sparandogli un colpo di pistola, questo perché, non potendo portarlo con sé, non voleva abbandonarlo ad una vita di stenti.
Giunto a Milano, viene ospitato dal maggiore medico nella sua casa e qui resta praticamente impaniato da Clara, una giovane donna ricca di bellezza e virtù. Dopo pochi giorni il maggiore medico parte per una nuova destinazione in un distaccamento di frontiera su ordine dello stato maggiore, comunicando a Giorgio che, essendo ormai guarito, potrà presto raggiungerlo.
Nel frattempo Giorgio si innamora, ricambiato, di Clara con la quale intrattiene una tenera relazione sentimentale, la donna è però sposata con un impiegato di un'amministrazione governativa ed ha un figlio. L'idillio dura solo due mesi, quando Giorgio, viene richiamato in attività con ordine di raggiungere il distaccamento di frontiera.
Raggiunto il distaccamento di stanza in un piccolo villaggio, Giorgio è spesso ospite nella casa del colonnello, comandante della guarnigione. È proprio in questa casa che il giovane fa conoscenza con la cugina di questo, Fosca.
Fosca è una donna di rara bruttezza affetta da gravi malattie nervose, ma allo stesso tempo dotata di un'acuta sensibilità e di una raffinata cultura. La donna, seppure conscia del proprio ripugnante aspetto, è altresì avida d’amore. In passato è stata sposata con un cacciatore di dote, il quale, dopo averla spogliata di tutti gli averi, l'aveva abbandonata. Rimasta sola al mondo, la giovane era caduta nella più profonda depressione ed il cugino l'aveva presa con sé sotto la sua protezione.
Ben presto Fosca si innamora di Giorgio, bello, gentile e sensibile, diverso dagli altri militari rozzi e grossolani ed il giovane inizia a subirne l'oscuro fascino, tanto da non riuscire ad evitarla e da essere costretto ad instaurare con la donna, suo malgrado, un morboso legame sentimentale.
Il maggiore medico, intuiti l'oppressione ed il tormento di Giorgio, nel tentativo di allontanarlo da Fosca, gli fa ottenere una licenza di tre giorni che egli passa in compagnia di Clara. Quando ritorna alla guarnigione, Giorgio cerca di riportare la situazione creatasi con Fosca in un alveo di normalità, promettendole affetto e amicizia sincera, ma lei pretende l’amore e se non l’otterrà si lascerà morire.
La Balia e il maggiore medico, preoccupati per la sorte della donna, suggeriscono al giovane di avere pietà verso quella disgraziata creatura condannata a morire molto presto, fingendosi innamorato. Giorgio, seppur riluttante, accetta e si reca di notte nella stanza di Fosca giurandole amore. Tuttavia, lo strano rapporto che s’instaurerà fra i due, consumerà Giorgio anche psichicamente, trascinandolo verso il delirio, mentre Fosca sembra trarre nuovo vigore e quasi guarire dalla sua malattia.
Il maggiore medico intuisce l'errore fatto e fa ottenere a Giorgio, che nel frattempo era stato colto da una perniciosa febbre nervosa, una licenza di 40 giorni. Il giovane, felice di potersi ricongiungere con Clara, parte di buon mattino con il treno, ma Fosca lo segue disperata. I due scendono alla prima fermata del treno e tornano alla guarnigione.
Il maggiore medico, sorpreso per il repentino ritorno, rendendosi conto che la sanità di Giorgio è seriamente in pericolo, decide di intercedere presso il comando generale per fargli ottenere un trasferimento definitivo a Milano.
Il dispaccio contenente l'ordine di trasferimento di Giorgio viene recapitato in casa al colonnello durante una cena, in cui sono presenti tutti gli ufficiali del distaccamento. Fosca, appresa la notizia, viene colta da una acuta crisi isterica, urlando la sua disperazione tra lo sbigottimento degli invitati e lo stupore del colonnello, finora ignaro della morbosa passione della cugina per il giovane. Sentendosi offeso ed ingannato, il colonnello sfida a duello Giorgio per l’indomani.
La stessa sera Giorgio riceve una lettera di Clara, in cui la donna gli comunicava la sua intenzione di troncare definitivamente il loro rapporto, ella sentiva più che mai il suo dovere di moglie e di madre.
Giorgio, amaramente deluso ed emotivamente distrutto da quest'ultima notizia, comprende che Fosca soltanto lo aveva veramente amato, ella che aveva sfidato il ridicolo, il disprezzo, la collera, ella che aveva rinunziato al suo orgoglio di donna. Durante la notte, ormai ossessionato dal rapporto con Fosca, Giorgio s’introduce nella sua camera dichiarandole il suo amore e la giovane, pur sapendo che questa sarà per lei un’emozione fatale, consuma felice con l'amato l'amore.
All'alba dell'indomani la Balia scopre con orrore nel letto il corpo ormai senza vita di Fosca, nel frattempo avviene il duello con la pistola. Giorgio, turbato e tormentato dalla notte trascorsa con Fosca, non ancora a conoscenza della morte di lei, impugna l'arma ma non spara e viene così colpito a morte dal colonnello.

## Differenze tra il film ed il romanzo
La trama del film ed anche alcuni dialoghi seguono fedelmente il romanzo di Tarchetti, si rilevano comunque dei cambiamenti i cui principali sono:
- la drammatica scena iniziale in cui Giorgio uccide il proprio cane, nel romanzo non esiste
- nel film Fosca muore dopo la notte trascorsa con Giorgio e questo rimane ucciso dal colonnello nel duello. Nel romanzo invece Giorgio ferisce il colonnello nel duello, rimanendo illeso e poi, dimessosi dall'esercito, dopo quattro mesi di malattia, apprenderà con una lettera del maggiore medico, contenente un plico con i capelli di Fosca, della morte di questa, avvenuta tre giorni dopo il duello. Il romanzo si chiude con l'esortazione del medico, che consiglia a Giorgio di viaggiare e distrarsi, in modo da poter guarire completamente.